# Dorfkirche Rindtorf

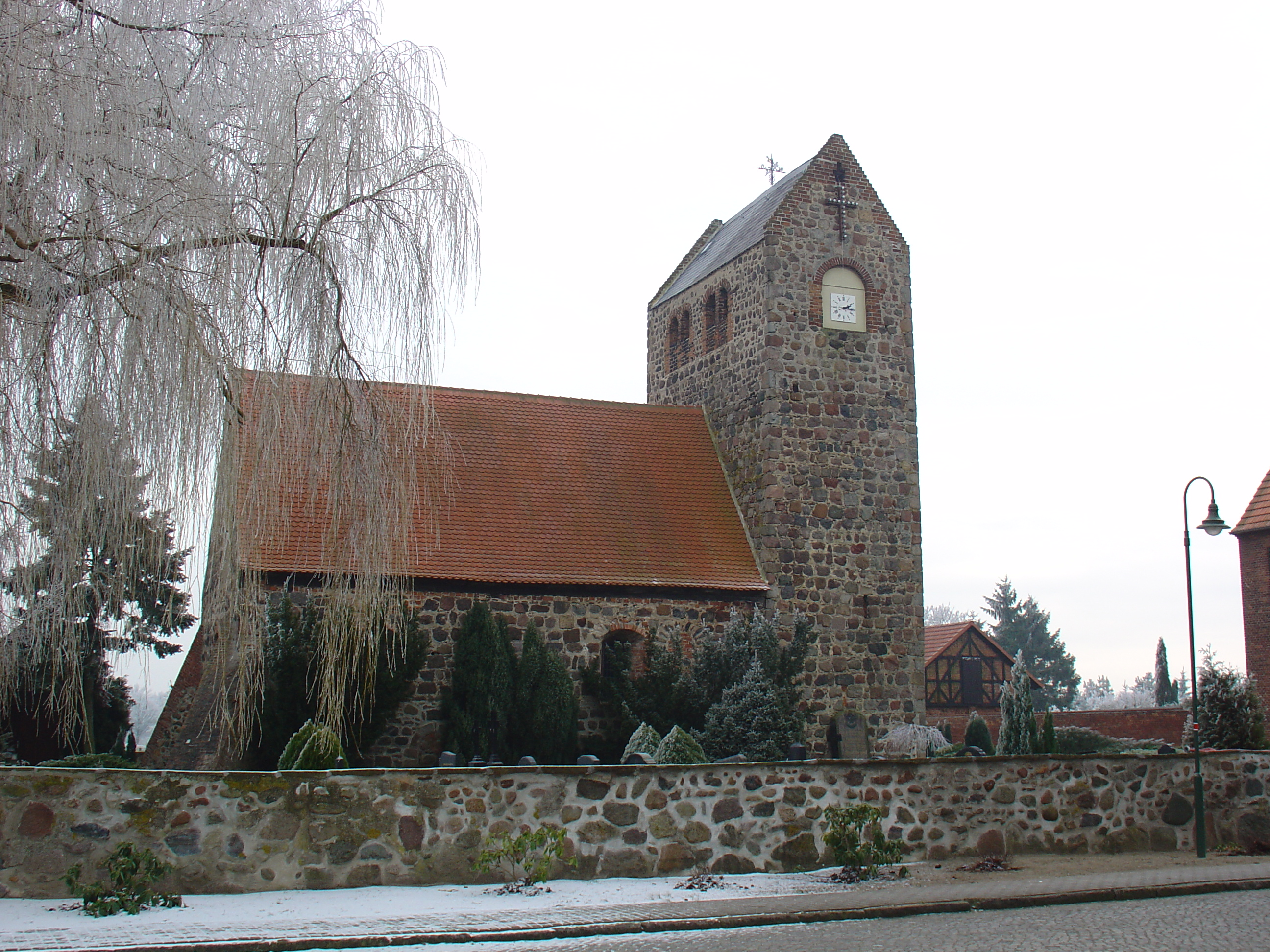
Dorfkirche Rindtorf

Die evangelische Dorfkirche Rindtorf ist eine romanische Saalkirche im Ortsteil Rindtorf der Gemeinde Eichstedt (Altmark) im Landkreis Stendal in Sachsen-Anhalt. Sie gehört zur Kirchengemeinde Rindtorf im Pfarrbereich Arneburg (Kirchenkreis Stendal) der Evangelischen Kirche in Mitteldeutschland (EKMD).

## Geschichte und Architektur

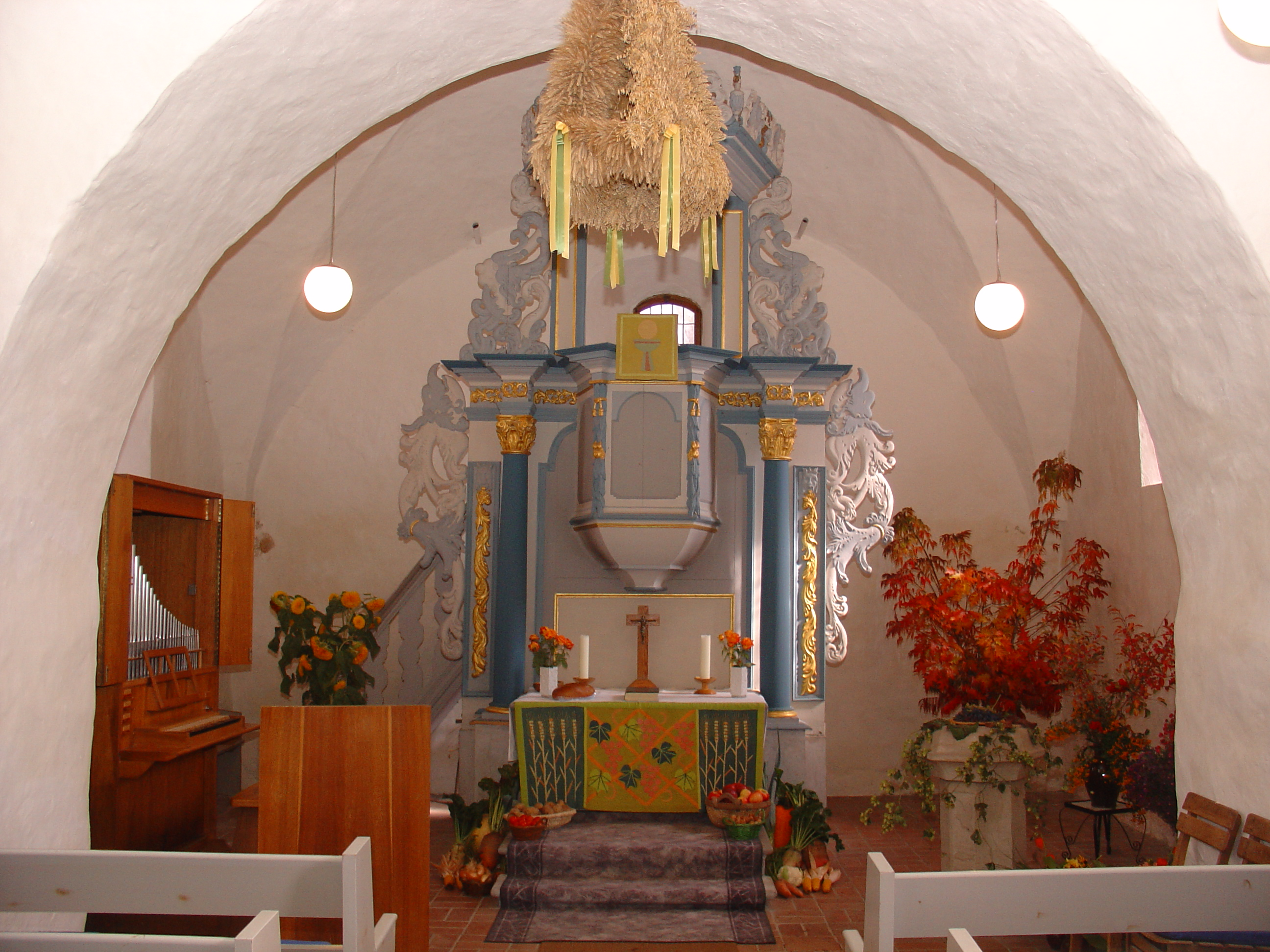
Innenansicht

Die kleine romanische Saalkirche aus Feldsteinmauerwerk aus der Mitte des 13. Jahrhunderts besteht aus dem Schiff, dem gleich breiten Chor und dem Westquerturm; das Glockengeschoss des Turmes entstand vermutlich später, der Umbau der Fenster und der Einbruch eines Westportals erfolgte zu Beginn des 18. Jahrhunderts. Alle Fenster sind mit barocken Korbbögen versehen, unter dem Ostfenster sitzt noch ein kleines Kreisfenster. Der Ostgiebel wird durch zwei nachträglich angesetzte, diagonale Strebepfeiler abgestützt. An der Nordseite sind zwei vermauerte Rundbogenportale zu sehen. Das Glockengeschoss ist mit gepaarten spitzbogigen Schallöffnungen versehen. Eine umfangreiche Restaurierung mit Ausmalung und Restaurierung des Altars erfolgte im Jahr 1972; dabei wurde auch ein Gemeinderaum unter der Empore eingebaut.
Im Schiff und im Chor sind kuppelartige Kreuzgratgewölbe aus Feldstein eingezogen, ein mächtiger Triumphbogen unterteilt den Raum. Der Rundbogen zwischen Schiff und Westturm wurde vermutlich nach Einbau der Empore im 19. Jahrhundert teilweise vermauert und der Durchgang zu einem einfachen Portal reduziert. Im Turm ist ein querliegendes Tonnengewölbe eingezogen, in der nordwestlichen Wand ist ein Treppenaufgang im Mauerwerk eingebaut, der auf halber Höhe beginnt und über die Mauerecke ins Obergeschoss führt.

## Ausstattung
Das Hauptstück der Ausstattung ist ein Kanzelaltar aus der Zeit um 1660; der Kanzelkorb wird von Säulen und geschnitzten Pilastern flankiert, Wangen und Schalldeckel sind mit reichem Rankenwerk und Fratzen in Flachschnitzereien verziert. Das geschnitzte Wappen der Familie von Rindtorf ist mit Knorpelwerk eingefasst. Im Turm befinden sich das teils stark beschädigte hölzerne Wappenrelief des Wolff Friedrich von Rindtorf († 1677) mit Wappenschilden aus Blech sowie mehrere beschädigte Grabsteine aus dem 16. und 17. Jahrhundert.
Die Orgel ist ein Werk aus der Anfangszeit der Firma Orgelbau Reinhard Hüfken aus dem Jahr 1987 mit vier Registern auf einem Manualen und angehängtem Pedal.
Zwei Glocken mit den Schlagtönen a1 und c2 aus Eisenhartguss wurden von der Firma Schilling im Jahr 1928 geschaffen; die Stundenglocke aus Bronze mit dem Schlagton e2 ist ein Werk aus dem Jahr 1688 von Joachim Kraberg aus Flessau. Im Jahr 2009 erhielten die Glocken ein elektrisches Läutewerk.